# Violet Town
Violet Town is een plaats in de Australische deelstaat Victoria en telt 594 inwoners (2006).